# 2373 Immo
2373 Immo (1929 PC) là một tiểu hành tinh vành đai chính được phát hiện ngày 4 tháng 8 năm 1929 bởi Max Wolf ở Heidelberg. Nó được đặt theo tên nhà thiên văn học người Đức Immo Appenzeller.